# Alex Soler-Roig
Alex Soler-Roig, španski dirkač Formule 1, * 29. oktober 1932, Barcelona, Španija.
Alex Soler-Roig je upokojeni španski dirkač Formule 1. Debitiral je v sezoni 1970, ko pa se mu na treh Velikih nagradah nikoli ni uspelo kvalificirati na samo dirko. V sezoni 1971 pa se mu je štirikrat uspelo kvalificirati na petih Velikih nagradah, toda vselej je odstopil, prav tako pa tudi na dveh dirkah v naslednji  sezoni 1972. Za tem ni nikoli več dirkal v Formuli 1.

## Popolni rezultati Formule 1
(legenda) (odebeljene dirke pomenijo najboljši štartni položaj, poševne pa najhitrejši krog, †-uvrščen kljub odstopu)
| Leto | Moštvo                | Šasija    | Motor       | 1       | 2       | 3       | 4       | 5       | 6       | 7   | 8   | 9   | 10  | 11  | 12  | 13  | Prv | Toč |
| ---- | --------------------- | --------- | ----------- | ------- | ------- | ------- | ------- | ------- | ------- | --- | --- | --- | --- | --- | --- | --- | --- | --- |
| 1970 | Garvey Team Lotus     | Lotus 49C | Cosworth V8 | JAR     | ŠPA DNQ |         |         |         |         |     |     |     |     |     |     |     | -   | 0   |
| 1970 | World Wide Racing     | Lotus 72C | Cosworth V8 |         |         | MON     | BEL DNQ | NIZ     |         |     |     |     |     |     |     |     | -   | 0   |
| 1970 | World Wide Racing     | Lotus 49C | Cosworth V8 |         |         |         |         |         | FRA DNQ | VB  | NEM | AVT | ITA | KAN | ZDA | MEH | -   | 0   |
| 1971 | STP March Racing Team | March 711 | Cosworth V8 | JAR Ret | ŠPA Ret | MON DNQ | NIZ Ret | FRA Ret | VB      | NEM | AVT | ITA | KAN | ZDA |     |     | -   | 0   |
| 1972 | España Marlboro BRM   | BRM P160B | BRM V12     | ARG Ret | JAR     | ŠPA Ret | MON     | BEL     | FRA     | VB  | NEM | AVT | ITA | KAN | ZDA |     | -   | 0   |